# المپیک
بازی‌ المپیک (به فرانسوی: Olympiques) یا المپیاد ورزشی به جشنوارهٔ ورزشی‌ای گفته می‌شود که به عقیده باستان‌شناسان و تاریخ‌نویسان در یونان باستان به انجام می‌رسیده، در دوره باستان جشن‌ها در ابتدا جنبه مذهبی داشته و برای ادای احترام به زئوس «پادشاه خدایان یونان» در صحن مربوط به او در المپیا برگزار می‌شد. در یونان باستان شرکت کنندگان متشکل از مردانی که ثروت و وقت کافی داشتند که به تمرین ورزشی بپردازند بودند، در حال حاضر ایالات متحده آمریکا با به دست آوردن ۲۹۵۹ مدال در مجموع پرافتخارترین تیم بازی‌های المپیک است.

## تاریخچه و پیدایش بازی‌های المپیک

### دوران باستان

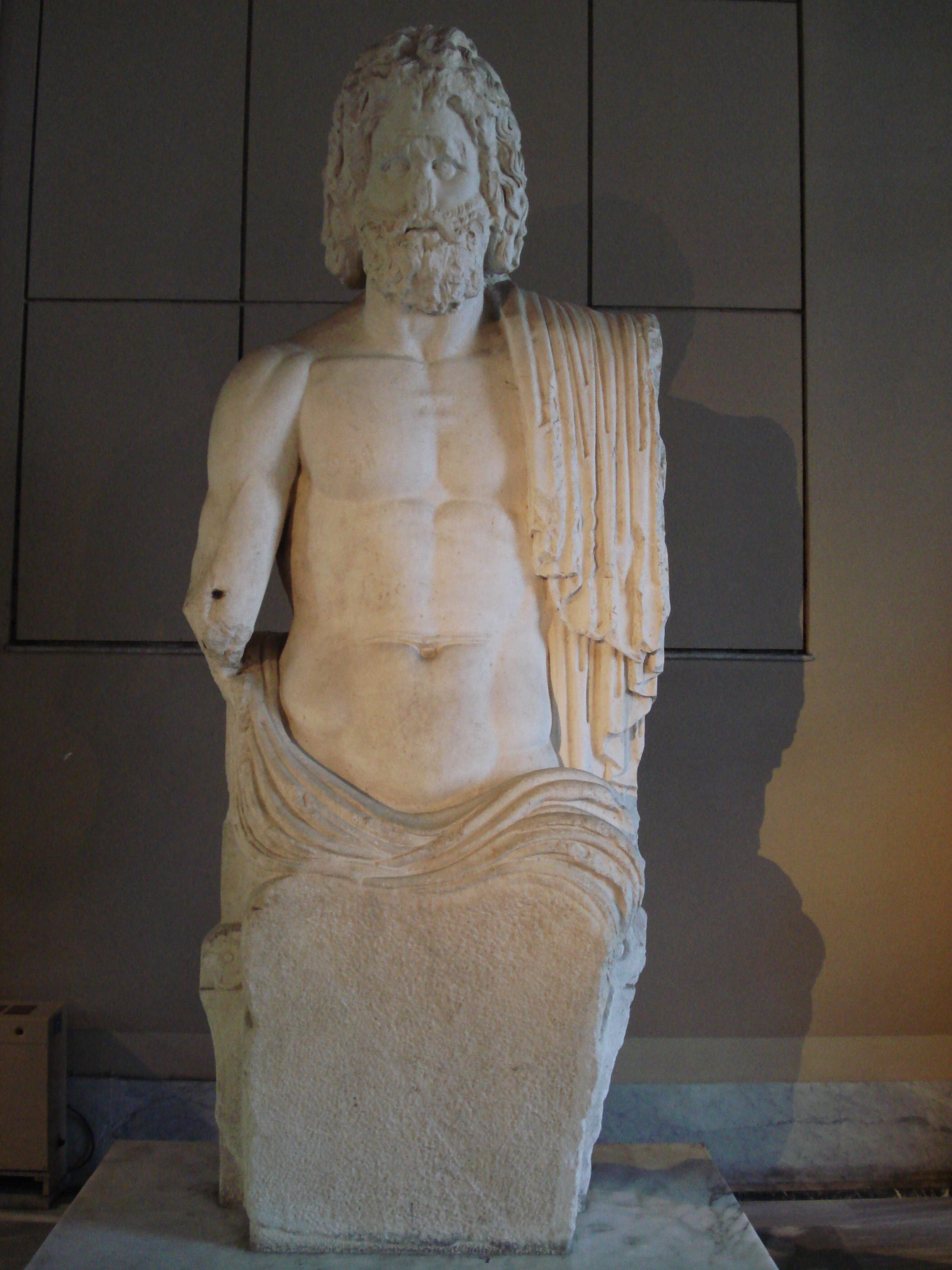
مجسمه زئوس. مسابقات المپیک برای ادای احترام به او در صحن مقدس او در المپیا برگزار می‌شد.

بازی‌های المپیک: در ابتدا یک جشن مذهبی بود که برای ادای احترام به زئوس «پادشاه خدایان یونان» در صحن مربوط به او برگزار می‌شد. این مسابقات هر چهار سال یک بار و از سال ۷۷۶ قبل از میلاد در المپیا که محل صحن زئوس بود برگزار می‌شد.
افسانه‌های زیادی پیرامون پیدایش مسابقات المپیک به وجود آمده است: بر اساس یک داستان، هرکول «که در اساطیر یونانی نیم خدا بود» آن را جهت تجلیل از فتوحات بی نظیرش به وجود آورد. بر اساس افسانه‌های دیگر زئوس و کرونوس، دو خدای یونان باستان، با یکدیگر بر سر فرمانروایی المپیا به جدال برخاستند که نهایتاً زئوس به پیروزی نائل آمد. بر اساس این داستان مسابقات المپیک یادبود این پیروزی می‌باشد.
در دوران باستان تنها مردان یونانی که آزاد «و نه برده» متولد شده بودند می‌توانستند در مسابقات در جشن مذهبی زئوس شرکت کنند. زنانی که مجرد بودند در تاریخ دیگری به احترام هرا همسر زئوس و مادر هرکول، به مسابقه می‌پرداختند. زن‌های ازدواج کرده حق شرکت در مسابقات را نداشته و در صورت مخالفت باید بهای آن را با جانشان می‌پرداختند. مسابقات المپیک در بین یونانی‌ها از اهمیت زیادی برخوردار بود چنان‌که مورخان یونانی در دوران باستان، از آن به عنوان یک واحد برای اندازه‌گیری زمان استفاده می‌کردند. یک «المپیاد» بیانگر چهار سال می‌بود.
مسابقات در ابتدا تنها شامل مسابقه «دوندگی» بود، ولی بعدها کشتی، بوکس و پرش به آن اضافه شد. شرکت کنندگان متشکل از افرادی بودند که ثروت و وقت کافی داشتند که به تمرین ورزشی بپردازند.
افراد در این مسابقات به صورت شخصی شرکت می‌کردند و نه به عنوان نمایندگان از شهر یا ناحیه‌ای خاص. تمرکز اصلی این مسابقات بر روی ویژگی‌های مردانه مانند قدرت و ورزیدگی که فرهنگ یونانی آن زمان آن را ارج می‌نهاد پایه‌گذاری شده بود.
برخلاف سنت جاری در ناحیه مدیترانه که بر پوشیدگی تأکید داشت شرکت کنندگان برهنه در مسابقات شرکت می‌کردند «واژه «ژیمناستیک» به عنوان مثال از واژه یونانی به معنی «برهنه» می‌آید»
مورخان نظریات متفاوتی جهت توضیح این موضوع ارائه کرده‌اند. آن‌ها می‌گویند حضور برهنه در بین عموم مردم بدون اینکه شخص تحریک جنسی بشود نشانگر کنترل شخص بر خودش است یا لخت بودن بخشی از مراسم مذهبی بود که بر مفهوم گذرا بودن تأکید می‌کرد یا عقیده به اینکه برهنگی قدرت جادویی به آن‌ها در مقابل صدمات می‌داد یا اینکه برهنگی لباس مخصوص افراد از طبقه بالا بود یا غیره.
چیزی که به هر حال مشخص است این است که یونانی‌ها برهنگی را خجالت‌آور نمی‌دانستند.
در زیر و روی تاریخ یونان و آثار کشف شده به سال ۷۶۶ پیش از میلاد مسیح برخورد می‌کنیم که «تیمائوس» نخستین مورخ یونانی در نوشته‌های خود از مردی بنام «کره ابوس» یاد کرده است که در راه رفتن از همه سریعتر بوده است.
این جشن‌ها بیشتر از آن جهت که عاملی بود برای ورزیده شدن و آماده کردن جوانان برای مقابله با هر نوع تجاوز به خاک یونان رونق گرفت.
رشته‌های ورزشی برگزار شده در ادوار مختلف این مسابقات شامل ماده‌های مختلف مسابقات دو، پرش، پرتاب دیسک، پنجگانه باستانی، مشت زنی، کشتی، پانکریشن، اسب‌دوانی و ارابه رانی می‌شد.
نوباوگان، جوانان و پهلوانان جداگانه به مبارزه می‌پرداختند. در حاشیه المپیک مسابقه‌های شعر و شاعری، سخن‌وری و موسیقی هم برگزار می‌گردید. جشن‌های «المپیا» ادامه داشت تا سال ۳۹۴ که امپراتور روم آن را تعطیل کرد. این تعطیلی طولانی سبب ویرانی «المپیا» و نیایشگاه «زئوس»، نماد قدرت و پهلوانی، گردید.

### احیا مجدد در دوران مدرن
یک باستان‌شناس آلمانی به نام «کورتیوس» در دل تپه‌های خاموش «المپیا» به کاوش پرداخت، و آثار شگفتی را کشف کرد. فکر احیای این بازی‌ها قوت گرفت و دانشمندی بنام «پیر بارون دوکوبرتن» فرانسوی به کمک دوستان خود در سال ۱۸۸۹ در پاریس همایشی تشکیل داد و اساس بازی‌های جدید المپیک را پی نهاد.
بازی‌های المپیک با الهام از این نام و این دورهای قهرمانی به وجود آمد. رسماً از سال۱۸۹۶ بود که درآتن انجام گرفت و پس از آن هر چهارسال یک بار در نقاط مختلف جهان انجام گرفته است؛ و فقط سه دوره به دلیل جنگ جهانی اول و جنگ جهانی دوم انجام نپذیرفت.

## رشد
شمار شرکت کنندگان در المپیک از ۲۴۵ شرکت‌کننده از ۱۵ کشور جهان در سال ۱۸۹۶، به حدوداً ۱۱٬۱۰۰ ورزشکار از ۲۰۲ کشور جهان در المپیک تابستانی ۲۰۰۴ در آتن رسید. شمار شرکت کنندگان در المپیک زمستانی بسیار کمتر از شرکت کنندگان در المپیک تابستانی است؛ در المپیک زمستانی ۲۰۰۲ در سالت لیک سیتی، ۲٬۴۰۰ ورزشکار از ۷۷ کشور جهان در ۷۸ رویداد ورزشی با یکدیگر به رقابت پرداختند.
المپیک یکی از بزرگ‌ترین رویدادهای رسانه‌ای است. در المپیک سیدنی ۲۰۰۰ بیش از ۱۶٬۰۰۰ گزارشگر و روزنامه‌نگار حضور داشتند و حدود ۸/۳ میلیارد بیننده از طریق تلویزیون بازی‌ها را مشاهده کردند. رشد المپیک یکی از بزرگ‌ترین مشکلاتی است که المپیک در حال حاضر با آن مواجه است. گرچه در دهه ۱۹۸۰، ورود ورزشکاران حرفه‌ای و کمک مالی توسط شرکت‌های بزرگ بین‌المللی مشکلات مالی را برطرف کرد، اما شمار زیاد ورزشکاران، خبرنگاران و تماشاچیان شهرهای میزبان را در مورد سازماندهی المپیک با مشکل مواجه می‌کند.

## عضویت
در حال حاضر ۲۰۳ کشور در رقابت‌های المپیک شرکت می‌کنند. این رقم از ۱۹۳ کشوری که سازمان ملل متحد به رسمیت شناخته بیشتر است. کمیته بین‌المللی المپیک برخلاف دیگر سازمان‌های بین‌المللی به کشورهایی که دارای استقلال سیاسی نیستند نیز اجازه شرکت در رقابت‌های المپیک را می‌دهد. در نتیجه، بسیاری از مستعمرات و کشورهای غیر مستقل اجازه دارند تا تیم‌ها و ورزشکاران خاص خود را روانه مسابقات المپیک کنند حتی اگر این ورزشکاران دارای شهروندی یک کشور دیگر عضو کمیته المپیک باشند. سرزمین‌هایی همچون پورتوریکو، برمودا، و هنگ کنگ، نمونه‌های بارز این مسئله هستند، و تمامی آن‌ها گرچه قانوناً بخشی از یک کشور دیگر هستند، اما به صورت کشورهایی مستقل در این رقابت‌ها شرکت می‌کنند.
همچنین، از سال ۱۹۸۰، تایوان تحت عنوان «چین تایپه»، و تحت پرچمی که کمیته بین‌المللی المپیک طراحی کرده در این رقابت‌ها شرکت می‌کند. پیش از این سال جمهوری خلق چین به بهانه آنکه تایوان تحت عنوان «جمهوری چین» در این رقابت‌ها شرکت می‌کرد از شرکت در این رقابت‌ها امتناع می‌کرد. کمیته بین‌المللی المپیک در ۹ فوریه، ۲۰۰۶، جمهوری جزایر مارشال را به رسمیت شناخت و این سرزمین نیز می‌تواند در المپیک ۲۰۰۸ پکن شرکت کند.

## مشکل‌های المپیک

### جنگ
به رغم آنچه که کوبرتین امید آن را داشت، المپیک نتوانست مانع از وقوع جنگ شود در حقیقت، به خاطر جنگ سه المپیاد بدون برگزاری مسابقات المپیک سپری شد؛ المپیک ۱۹۱۶ به خاطر جنگ جهانی اول برگزار نشد، و رقابت‌های ۱۹۴۰ و ۱۹۴۴ نیز به دلیل جنگ جهانی دوم برگزار نشد. همچنین، کشورهای پیروز جنگ جهانی اول مانع از حضور کشورهای مغلوب در المپیک ۱۹۲۰ شدند.

### کشتار مونیخ
در حین برگزاری بازی‌های المپیک تابستانی ۱۹۷۲ در مونیخ «آلمان غربی»، ۱۱ عضو تیم المپیک اسرائیل توسط گروهی از شبه نظامیان انتقام‌جوی فلسطینی تحت عنوان سازمان سپتامبر سیاه، گروگان گرفته شدند. طی یک حمله آزادسازی نافرجام توسط پلیس آلمان غربی ۹ نفر از ورزشکاران اسرائیل، یک پلیس و ۵ نفر از گروگان‌گیران توسط گلوله‌های پلیس آلمان غربی کشته شدند. از آن واقعهٔ آزادسازی نافرجام، اکنون به نام کشتار مونیخ یاد می‌شود.

### تروریست
در زمان بازی‌های المپیک تابستانی سال ۱۹۹۶ در آتلانتا، جورجیا، ایالات متحده، انفجار بمبی در المپیک پارک سنتنیال باعث کشته شدن ۲ نفر و زخمی شدن بیش از صد نفر شد. گفته می‌شود بمب‌گذار اریک رودلف بوده است که اکنون در سوپرمکس در فلورنس، کلورادو در حبس ابد به سر می‌برد؛ با این حال چندین تئوری توطئه در این مورد وجود دارد.
المپیک زمستانی ۲۰۰۲ در شهر سالت لیک، ایالات یوتا، ایالات متحده آمریکا، اولین سری از بازی‌های المپیک زمستان بود که پس از حملات ۱۱ سپتامبر ۲۰۰۱ برگزار شد. از آن زمان تاکنون شرایط امنیتی سختی بر روی بازی‌های المپیک اعمال می‌شود تا از فعالیت‌های تروریستی احتمالی جلوگیری شود.

### سیاست
سیاست نیز در چند مورد در بازی‌های المپیک اختلال ایجاد کرد که اولین آن‌ها در بازی‌های المپیک تابستانی ۱۹۳۶ در برلین رخ داد. حزب نازی آلمان از این بازی‌ها به عنوان حربه‌ای تبلیغاتی استفاده کرد. در این بازی‌ها لو زلانگ با کمکی که به جسی اونز «دونده و پرنده سیاه‌پوست» در مسابقه پرش طول کرد، باعث شد او اول شود و خود در جایگاه دوم ایستاد و بدین گونه روح ورزشکاری را در بازی‌های المپیک به نمایش گذاشت. جسی اونز در این مسابقات برخلاف تصورات رایج در مورد برتری نژاد سفید، که به ویژه از سوی ناسیونال سوسیالیست‌های آلمانی مطرح شد، با کسب ۴ مدال طلا یکی از نقاط اوج ورزش سیاهان و جنبش ضد تبعیض نژادی را رقم زد.
اتحاد جماهیر شوروی تا بازی‌های المپیک تابستانی ۱۹۵۲ در هلسینکی در این بازی‌ها شرکت نکرده بود. در عوض این کشور بازیهایی بین‌المللی به نام اسپارتاکاید را از سال ۱۹۲۸ به راه انداخته بود. بسیاری از ورزشکاران عضو اتحادیه‌های کارگری یا احزاب کمونیست یا هواداران آن‌ها بازی‌های المپیک را تحریم نموده یا از حضور در آن منع می‌شدند و در عوض در بازی‌های اسپارتاکاید شرکت می‌کردند.
ماجرای سیاسی دیگری که در مقیاس کوچکتری اتفاق افتاد مربوط یه بازی‌های المپیک تابستانی ۱۹۶۸ در مکزیکوسیتی است. دو ورزشکار آمریکایی رشته دو و میدانی به نام‌های تامی اسمیت و جان کارلوس بخاطر پیروزی در مسابقات دو ۲۰۰ متر به نشانه جنبش حمایت از حقوق سیاهان سلام نظامی با مشت‌های گره خورده دادند. در پاسخ رئیس کمیته بین‌المللی المپیک «آی او سی» آوری براندیژ از کمیته ملی المپیک ایالات متحده آمریکا خواست که این دو ورزشکار را به کشورشان بازگرداند و گرنه تیم دو و میدانی این کشور را اخراج خواهد کرد. مقامات ورزشی آمریکایی نیز ناگزیر آن دو را به کشور بازگرداند.
در پاسخ به این حرکت و رویکرد سیاست گریزانه کمیته بین‌المللی المپیک در سال ۱۹۷۳ تعدادی از ملت‌های تازه به استقلال رسیده، در حرکتی به نام گانفوا بازی‌های کشورهای تازه شکل یافته با نام گانفوا را آغاز کردند که به صراحت طرفدار دخالت سیاست در ورزش بود. آی او سی اعلام کرد که شرکت کنندگان در بازی‌های گانفوا حق حضور در بازی‌های المپیک را ندارند.
آفریقای جنوبی هم از سال ۱۹۶۴ تا ۱۹۹۲ به دلیل مخالفت برخی از کشورها با سیاست آپارتاید در این کشور از حضور در بازی‌های المپیک محروم شده بود.
در سال‌های ۱۹۹۹ تا ۲۰۰۲ حضور ورزشکاران اهل کشور افغانستان در المپیک و میدان‌های جهانی و آسیایی به حالت تعلیق درآمد. پس از سقوط رژیم طالبان در سال ۲۰۰۱ افغانستان دوباره در بازی‌های المپیک تابستانی ۲۰۰۴ حضور یافت.

### تحریم
به دلیل سرکوبی شورش مجارستانی‌ها توسط پیمان ورشو کشورهای هلند، اسپانیا و سوئیس، المپیک ملبورن ۱۹۵۶ را تحریم کردند. کشورهای کامبوج، مصر، عراق و لبنان نیز به‌دلیل بحران کانال سوئز این بازی‌ها را تحریم کردند.
در ۱۹۷۲ و ۱۹۷۶ جمع کثیری از کشورهای آفریقایی برای اجبار IOC به محروم کردن آفریقای جنوبی، رودزیا، نیوزیلند تهدید به تحریم بازی‌ها کردند. IOC در دو مورد اول همکاری کرد، اما در المپیک ۱۹۷۶ اقدامی نکرد، زیرا تهدید تحریم از سوی تیم راگبی نیوزیلند به آفریقای جنوبی بود و راگبی جزو بازی‌های المپیک محسوب نمی‌شد. با شروع بازی‌ها کشورهای تهدیدکننده تیم‌های خود را به کشورشان بازگرداندند، درحالی‌که برخی از ورزشکاران آفریقای جنوبی رقابت خود را آغاز کرده بودند. با این ورزشکاران که به اجبار دولتهایشان مجبور به ترک دهکده المپیک بودند همدردی شد. با این حال در خارج از آفریقا با این حرکت دولت‌ها به سردی برخورد شد. ۲۱ کشور آفریقایی باضافه کشور گویان به‌دلیل تحریم نشدن نیوزلند از المپیک، بازی‌های مونترال را تحریم کردند.
همچنین در سال ۱۹۷۶، به دلیل فشارهایی که از سوی جمهوری خلق چین اعمال شد، کانادا به تیم اعزامی از جمهوری چین «تایوان» اعلام کرد که این تیم نمی‌تواند تحت نام «جمهوری چین» در المپیک تابستانی مونترال بازی کند، با این حال توافق شد که تایوان از پرچم و سرود ملی جمهوری خلق چین استفاده کند. تایوان مخالفت کرد و تا المپیک لس‌آنجلس در سال ۱۹۸۴ در این بازی‌ها حضور نیافت، تا اینکه بار دیگر با نام «چین تایپه» و با پرچم مخصوص خود بازگشت.
در المپیک مسکو در سال ۱۹۸۰ و المپیک لس‌آنجلس در سال ۱۹۸۴ طرفین درگیر در جنگ سرد بازی‌های یکدیگر را تحریم کردند.
ایالات متحده به همراه ۶۴ کشور دیگر از جمله ایران، المپیک مسکو در سال ۱۹۸۰ را به‌دلیل حمله شوروی به افغانستان تحریم کردند؛ این در حالی‌ست که تنها ۱۶ کشور غربی در بازی‌های المپیک مسکو حضور یافتند و خود افغانستان نیز در این المپیک شرکت کرد. به دلیل این تحریم فقط ۸۰ کشور در این المپیک حضور یافتند. از سال ۱۹۵۶ تاکنون این کمترین تعداد کشور حاضر در المپیک بوده است.
اتحاد جماهیر شوروی و ۱۴ عضو بلوک شرق «بجز رومانی» هم در دورهٔ بعدی المپیک یعنی در المپیک لس‌آنجلس در سال ۱۹۸۴ با عنوان این مطلب که امنیت ورزشکارانشان تأمین نیست، در المپیک لس‌آنجلس در سال ۱۹۸۴حضور نیافتند. تحریم کنندگان بازی‌های المپیک سال ۱۹۸۴ هم‌زمان با المپیک لس‌آنجلس در سال ۱۹۸۴در ماه‌های ژوئیه-اوت در مسکو بین خودشان بازی‌هایی موسوم به جام دوستی را انجام دادند.
جمهوری اسلامی ایران به دلیل تغییر مکان مسابقات از تهران به لس‌آنجلس به دلیل وقوع انقلاب در ایران، المپیک لس‌آنجلس در سال ۱۹۸۴ را تحریم کرد. «ایران تنها کشوری است که هر دو المپیک ۱۹۸۰ و ۱۹۸۴ را تحریم کرده است»
در سال ۱۹۸۸ کره شمالی در اعتراض به اینکه با کره جنوبی میزبان مشترک نشده است، در المپیک سئول شرکت نکرد. سه کشور دیگر کوبا، اتیوپی، نیکاراگوئه «به دلیل مشکلات اقتصادی و عدم توانایی فرستادن ورزشکاران» همگی از حضور در بازی‌ها انصراف دادند، اما برای اینکه توسط IOC تحریم نشوند، رسماً اعلام کردند که این بازی‌ها را تحریم کرده‌اند.
ایران بعد از انقلاب اسلامی، همواره مسابقات خود را با اسرائیل بایکوت کرده است، «ایران این‌کار را به‌طور واضح انجام نمی‌دهد و از راه‌های مشابه استفاده می‌کند، تا از تحریم توسط کشورهای دیگر خود را برهاند» در المپیک ۲۰۰۴ در آتن، جودوکار ایرانی آرش میر اسماعیلی به عمد با پرخوری زیاد و افزایش وزن بیش از حد مجاز از مسابقه با حریف اسرائیلیِ خود «ایهود واکس» محروم شد.
در المپیک ۲۰۰۸ پس از آنکه معلوم شد دولت چین ۸۰۰هزار مترمربع از جنگل‌های استوایی و در معرض انقراض استان پاپوآی اندونزی را برای بازی‌های المپیک ۲۰۰۸ «به‌قیمت یک میلیارد دلار» خریده است، گروه‌های طرفدار محیط زیست المپیک ۲۰۰۸ را تحریم کردند.

### داروهای نیرو زا
یکی از مهم‌ترین مشکلات پیش روی المپیک «و به‌طور کلی رقابت‌های ورزشی بین‌المللی»، استفاده از داروهای نیرو زا است. از اوایل قرن بیستم، بسیاری از ورزشکاران برای تقویت عملکرد خود به استفاده از دارو رو آوردند. به عنوان مثال، برنده دو ماراتن در المپیک تابستانی ۱۹۰۴ توسط مربی خود حتی در حین مسابقه از استریکنین و کنیاک استفاده کرده بود.
با شدت گرفتن استفاده از این روش‌ها، به تدریج این آگاهی پدید آمد که چنین روش‌هایی در ورزش سالم نیستند.
اولین و آخرین مورد مرگ در اثر استفاده از داروهای نیرو زا در المپیک، در سال ۱۹۶۰ رخ داد. در میدان دوچرخه‌سواری رم، کنت انه‌مارک دانمارکی از دوچرخه‌اش به زمین‌خورد و پس از آن فوت کرد. بررسی پزشکی قانونی نشان داد که مرگ وی در اثر استفاده از امفتامین بوده است.
در اواسط دهه ۶۰ میلادی، فدراسیون‌های ورزشی استفاده از داروهای نیرو زا را منع کردند و در سال ۱۹۶۷، کمیته بین‌المللی المپیک نیز همین رویه را دنبال کرد.
اولین ورزشکار المپیک که آزمایش دوپینگش مثبت بود، هانس گونار لیلینوال سوئدی بود که در رشته پنجگانه مدرن شرکت کرده بود و به دلیل استعمال الکل، مدال برنز خود را از دست داد. طی ۳۸ سال بعدی، هفتاد و سه ورزشکار دیگر نیز به سرنوشت وی دچار شدند که در میان آنان چندین برنده مدال نیز حضور دارد. مشهورترین رد صلاحیتی که به خاطر دوپینگ صورت گرفت، مربوط به بن جانسون دونده دو سرعت از کانادا بود. او در المپیک ۱۹۸۸ سئول برنده دو صد متر شد اما جواب آزمایش استانوزولول وی مثبت شد.
با وجود انجام آزمایش‌ها، بسیاری از ورزشکاران بدون اینکه گیر بیافتند به استفاده از مواد نیرو زا ادامه دادند. در سال ۱۹۹۰، اسنادی فاش شد که نشان می‌داد بسیاری از ورزشکاران زن آلمان شرقی به عنوان بخشی از سیاست‌های دولت کشورشان به دستور مربیان خود از آنابولیک استروید استفاده کرده‌اند.
در اواخر دهه نود، کمیته بین‌المللی المپیک در حرکتی سازمان‌یافته‌تر علیه دوپینگ دست به اقدام زد که این حرکت به تشکیل آژانس جهانی مبارزه با دوپینگ در سال ۱۹۹۹ منجر شد. در المپیک تابستانی ۲۰۰۰ و المپیک زمستانی ۲۰۰۲، معلوم شد که این نبرد هنوز پایان نیافته است چرا که بسیاری از مدال‌آوران رشته‌های وزنه‌برداری و اسکی میدانی، به دلیل استفاده از داروهای نیرو زا رد صلاحیت شدند.
در المپیک زمستانی ۲۰۰۶، تنها یک ورزشکار در آزمایش دوپینگ مردود شد و مدالش لغو شد. در تنها مورد دیگر، سطح هموگلوبین ۱۲ نفر دیگر بالا تشخیص داده شد و جریمه آن یک تعلیق ۵ روزه به دلیل ملاحظات بهداشتی بود.
در طی این بازیها، کمیته بین‌المللی المپیک برای اولین بار طرح آزمایش خون را به اجرا گذاشت.

## جنبش المپیک
چندین سازمان در برقراری بازی‌های المپیک نقش دارند. آن‌ها در کنار هم نهضت المپیک را شکل می‌دهند. قوانین و راهکارهایی که این سازمان‌ها بر اساس آن فعالیت می‌کنند در بخش المپیک عنوان شده‌اند.
کمیته بین‌المللی المپیک «IOC» که اکنون ژاک روژ ریاست آن را بر عهده دارد، قلب نهضت المپیک را تشکیل می‌دهد. از این کمیته به عنوان دولت المپیک یاد می‌شود، زیرا کار حل و فصل مشکلات، تصمیم‌گیری‌های حیاتی مانند انتخاب میزبان مسابقات و برنامه‌ریزی برای المپیک بر عهده این کمیته است.
سه سازمان در سطحی تخصصی کمیته المپیک را تشکیل می‌دهند:
- فدراسیون بین‌المللی «IFs»، هیئت‌های کنترل‌کننده هر ورزش «برای مثال فیفا یا فدراسیون بین‌المللی فوتبال و فدراسیون بین‌المللی والیبال، یا فدراسیون بین‌المللی والیبال.»
- کمیته ملی المپیک «NOCs»، که نهضت‌های المپیک در هر کشور را هدایت و کنترل می‌کنند «برای مثال کمیته المپیک ایالات متحده، یا کمیته ملی المپیک در ایالات متحده»
- کمیته برنامه‌ریزی برای بازی‌های المپیک «OCOGs»، که مسئول کنترل رویدادهای خاص در المپیک است.

در حال حاضر نهضت المپیک ۲۰۲ عضو NOC و ۳۵ عضو IF دارد. OCOGها قبل از هر المپیک تشکیل می‌شوند و پس از خاتمه آن و کامل شدن گزارش‌ها کتبی منحل می‌گردند.
به بیان دیگر نهضت المپیک متشکل از هر شخص و ارگانی است که در المپیک نقش دارند، مثل هیئت‌های داوری ورزش ملی، ورزشکاران، رسانه‌ها و حمایت کنندگان بازی‌های المپیک.

### نکوهش
اغلب بازی‌های المپیک در شهرهای اروپایی و آمریکای شمالی برگزار شده‌اند و تنها چند دوره معدود از بازی‌ها در مکان‌های دیگر بوده که این مکان‌ها نیز محدود به شهرهای آسیای شرقی می‌شود. تمامی پیشنهادهای برگزاری المپیک از سوی آفریقا و آمریکای جنوبی رد شده‌اند. بسیاری بر این باورند که بازی‌های المپیک باید در مناطق فقیرتر دنیا نیز برگزار شود. اقتصاددانان به این نکته اشاره می‌کنند که سرمایه‌گذاری‌های عظیم زیربنایی می‌تواند شهرهای فقیر تر را پس از برگزاری بازی‌ها به شهرهایی با تولید ناخالص داخلی بیشتر تبدیل کند.
IOC اغلب مورد انتقاد قرار گرفته است که چرا سازمانی انعطاف نا پذیر است و تعدادی از اعضای آن حتی تا زمان مرگ عضو باقی می‌مانند. در این میان خوان آنتونیو سامارانش رئیس IOC بیش از دیگران مورد انتقاد قرار گرفته است. تحت ریاست او نهضت المپیک رشد چشمگیری داشته است؛ این درحالیست که نهضت همچنان مستبد و فاسد باقی مانده است. از مواردی که از او انتقاد شده است یکی ارتباطات او با دولت فاشیستی سابق در اسپانیا و دیگری دوره ریاست اوست «۲۱ سال---تا سن ۸۱ سالگی».
در سال ۱۹۹۸ مشخص شد که چند عضو آی‌اسی از کمیته برنامه‌ریزی برای المپیک زمستانی ۲۰۰۲ رسوایی در قرعه کشی المپیک زمستانی ۲۰۰۲ تا سالت‌لیک‌سیتی در ایالت یوتا را به عنوان میزبان بازی‌ها انتخاب کنند. طی تحقیقاتی که از سوی IOC صورت گرفت، ۴ عضو آن استعفا دادند و ۶ عضو دیگر اخراج شدند.
این رسوایی باعث بروز اصلاحات جدیدی شد تا رویه انتخاب شهر میزبان تغییر کرده و مسئله رشوه‌گیری دیگر رخ ندهد. همچنین ورزشکاران فعال‌تر و قدیمی نیز توانستند به IOC راه یابند و شرایط عضویت نیز محدود شد.
برنامه‌ای مستند از BBC در ماه اوت سال ۲۰۰۴ با عنوان پانوراما: "فروش بازی‌ها " پخش شد که به بررسی رشوه‌گیری در فرایند پیشنهاد میزبانی برای المپیک تابستانی ۲۰۱۲ اختصاص داشت. این برنامه نشان داد که چگونه می‌توان به اعضای IOC رشوه داد تا به نفع شهر خاصی برای میزبانی رأی دهند. در این برنامه ۲ شخصی که مخصوصاً به آن‌ها اشاره شد ایوان اسلاوکو از بلغارستان و مطلب احمد کنسول المپیک آسیا بود. با این حال آن‌ها این اتهامات را رد کردند. برخی دیگر ادعا کردند که مقامات رسمی با رشوه دادن به اعضای IOC باعث شدند شهر تورین برای المپیک زمستانی ۲۰۰۶ انتخاب شود و شهر سیون سوییس انتخاب نشد.
نهضت المپیک همچنین متهم به حفاظت بیش از حد از نماد المپیک شده است. «آن‌ها مخصوصاً برای هرگونه ترتیبی از ۵ حلقه خواهان حق کوپی رایت اختصاصی شده‌اند». این نهضت حتی در برابر مسائلی که هیچ ارتباطی با ورزش ندارند مثل بازی «افسانه پنج حلقه» جبهه‌گیری کردند.

## جشن‌ها

### مراسم بازگشایی

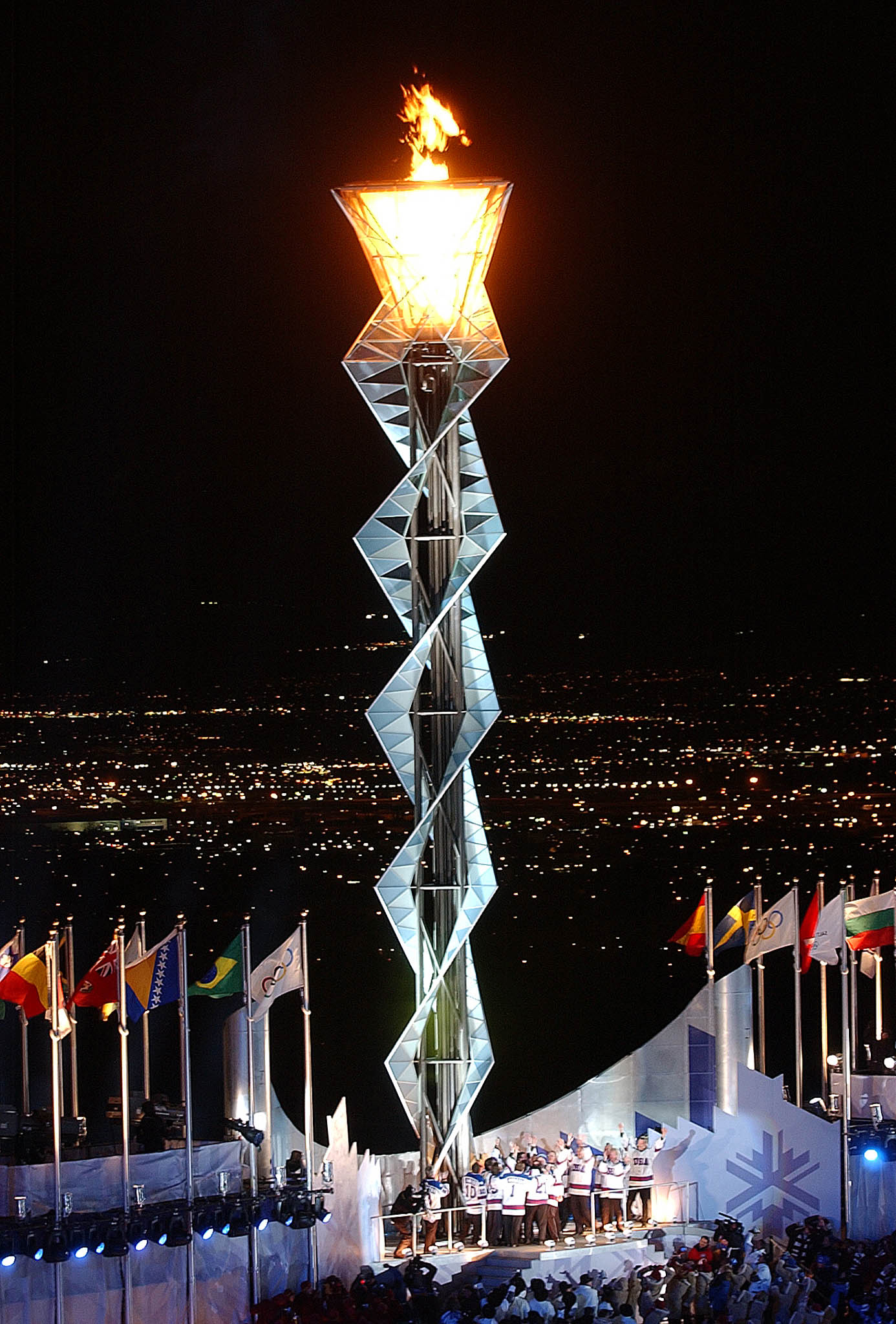
مشعل المپیک در سال ۱۹۸۰

جدای از عناصر سنتی، کشور میزبان هم نمایش‌های هنری از رقص و تئاتر مرسوم در آن کشور را اجرا می‌کند.
عناصر سنتی بسیاری در مراسم افتتاحیه بازی‌های المپیک حضور دارند. مراسم معمولاً با برافراشتن پرچم کشور میزبان و اجرای سرود ملی آن کشور آغاز می‌شود. بخش سنتی جشن با رژه ملت‌ها شروع می‌شود که در آن ورزشکاران هر کشور به ترتیب در ورزشگاه رژه می‌روند. ورزشکار برجسته هر کشور پرچم آن کشور را در جلوی گروه ورزشکاران آن کشور حمل می‌کند.
به‌طور سنتی «که از المپیک تابستانی ۱۹۲۸ شروع شد» یونان به دلیل موقعیت تاریخی خود به عنوان مبدأ بازی‌های المپیک، اولین کشور و کشور میزبان، آخرین کشوری هستند که رژه می‌روند. «استثنائاً در سال ۲۰۰۴ که المپیک در آتن برگزار شد، یونان آخرین کشوری بود که رژه رفت؛ با این حال پرچم یونان جلوتر از بقیه حمل شد» دیگر کشورهای شرکت‌کننده بر اساس حروف الفبای زبان اصلی کشور میزبان و اگر زبان آن کشور به حروف لاتین نباشد، بر اساس حروف الفبای انگلیسی رژه می‌روند. در المپیک تابستانی ۱۹۹۲ در بارسلونا هر دو زبان اسپانیایی و زبان کاتالان زبان رسمی بازی‌ها بودند، اما به دلیل عوامل سیاسی در حاشیه استفاده از زبان کاتالان، کشورها به ترتیب بر اساس حروف الفبای زبان فرانسوی وارد شدند.
پس از رژه کشورها، ابتدا رئیس کمیته المپیک کشور میزبان سخنرانی می‌کند و پس از آن رئیس IOC سخنرانی کرده و در انتهای سخنرانی خود رهبر کشور میزبان را معرفی می‌کند که پس از سخنرانی رئیس IOC رسماً المپیک را افتتاح می‌کند. در برخی موارد اشخاص دیگری به جای رهبر کشور میزبان المپیک را افتتاح می‌کنند. دو مثال از این مطلب به ایالات متحده بر می‌گردد. در سال ۱۹۶۰ معاون رئیس‌جمهور ریچارد نیکسون به جای دوایت آیزنهاور رئیس‌جمهور بازی‌های المپیک زمستانی ۱۹۶۰ را در دره اسکو در کالیفرنیا افتتاح کرد بار دیگر در سال ۱۹۸۰ والتر ماندیل، معاون رئیس‌جمهور به جای رئیس‌جمهور جیمی کارتر بازی‌های المپیک زمستانی۱۹۸۰ را در لیک پلاسید، نیویورک افتتاح کرد. علی‌رغم این افتخار برگزاری بازی‌ها به شهر اعطا می‌شود و نه به کشور.
پس از آن پرچم المپیک را وارد ورزشگاه می‌کنند و درحالی‌که سرود المپیک در حال اجرا است، آن را برافراشته می‌کنند. سپس حمل کنندگان پرچم هر کشور به دور یکدیگر حلقه زده و جایگاه مانندی را درست می‌کنند که در وسط آن یک ورزشکار «از زمان المپیک تابستانی ۱۹۲۰» و یک داور «از زمان المپیک تابستانی ۱۹۷۲» سوگند المپیک را یاد می‌کنند که بر طبق قوانین باز ی کرده و داوری می‌کنند. در آخر مشعل المپیک وارد ورزشگاه می‌شود و پس از آنکه از دست هر ورزشکار عبور کرد به آخرین حمل‌کننده مشعل می‌رسد که معمولاً ورزشکاری مطرح از کشور میزبان است. او آتش را در جایگاه مخصوص خود در ورزشگاه روشن می‌کند. «آتش المپیک از زمان المپیک تابستانی ۱۹۲۸ روشن بوده است، اما حمل امدادی مشعل از المپیک تابستانی ۱۹۳۶ آغاز شده است» از زمان المپیک تابستانی ۱۹۲۰ پس از جنگ جهانی اول، ۶۸ سال است که پس از روشن شدن شعله المپیک کبوترها را به نشانه صلح رها می‌کنند. اما پس از اینکه چند کبوتر در آتش المپیک در زمان افتتاح المپیک تابستانی ۱۹۸۸ سوختند، این کار متوقف شد.
مراسم افتتاحیه در فضای باز اجرا می‌شود، اما قرار است در المپیک زمستانی ۲۰۱۰ این مراسم در فضای سبز در ورزشگاه BC برگزار شود.

### مراسم پایانی
نشانه‌های تاریخی بسیاری نیز در زمان برگزاری مراسم اختتامیه، یعنی پس از اتمام تمامی مسابقات ورزشی، به اجرا گذاشته می‌شود. در ابتدا حمل کنندگان پرچم از هر یک از کشورهای شرکت‌کننده در یک ردیف وارد ورزشگاه می‌شوند، اما در پشت آن‌ها تمامی دیگر ورزشکاران بدون هیچ نشانه یا دسته‌بندی خاصی رژه می‌روند. این سنت از بازی‌های تابستانی ۱۹۵۶ و به پیشنهاد دانش‌آموزی از ملبورن اجرا می‌شود. به پیشنهاد او با این کار ورزشکاران جهان در کنار یکدیگر «یک ملت» خواهند بود. «در ۲۰۰۶ ورزشکاران با هموطنان خود وارد ورزشگاه شدند و در ادامه جشن همه با هم مخلوط شدند»
پرچم سه کشور هر یک در هر بار هم‌زمان با نواخته شدن سرود ملی کشورشان در میله‌های پرچم به اهتزاز درآمده است. پرچم یونان «که افتخار خاستگاه مسابقات المپیک را یدک می‌کشد»، پرچم کشور میزبان و سر انجام پرچم کشوری که میزبان مسابقات المپیک تابستانی یا زمستانی در سال آینده خواهد بود. «استثنائاً در سال ۲۰۰۴ که مسابقات المپیک در آتن برگزار شد، تنها یک پرچم؛ یعنی پرچم یونان به اهتزاز درآمد»
طی مراسمی موسوم به ‹ مراسم آنتورپ ›، «علت این نام‌گذاری آن است که این سنت در خلال المپیک تابستانی ۱۹۲۰ در شهر آنتورپ برای اولین بار اجرا شد» شهردار شهری که مسابقات را سازماندهی کرده است، یک پرچم مخصوص المپیک را حمل می‌کند و آن را به رئیس کمیته ملی المپیک می‌رساند. رئیس کمیته ملی المپیک پس از دریافت پرچم المپیک، آن را به شهردار شهری که میزبان مسابقات المپیک است، می‌دهد. شهردار نیز پس از دریافت پرچم، آن را هشت مرتبه می‌چرخاند. از این پرچم‌ها ۳ عدد بیشتر وجود ندارد و این ۳ پرچم با همه دیگر پرچم‌ها فرق دارند؛ تفاوت این پرچم‌ها با سایر پرچم‌ها در آن است که دور آن پرچم‌های ۳ گانه یک حاشیه ۶ رنگی وجود دارد و نیز آن پرچم‌ها توسط روبان‌های ۶ رنگی به میله پرچم بسته شده‌اند.
- پرچم آنتورپ: این پرچم توسط شهردار شهر آنتورپ، بلژیک در المپیک تابستانی ۱۹۲۰ به کمیته ملی المپیک عرضه شد و تا مسابقات سئول ۱۹۸۸ به دیگر شهر سازمان دهنده المپیک تابستانی انتقال داده می‌شد.
- پرچم اسلو: این پرچم توسط شهر اسلو، نروژدر المپیک زمستانی ۱۹۵۲ به کمیته ملی المپیک عرضه شد و پس از آن به دیگر شهر سازمان دهنده المپیک زمستانی انتقال داده می‌شد.
- پرچم سئول: این پرچم توسط شهر سئول، سئول، کره جنوبی در المپیک تابستانی ۱۹۸۸ به کمیته ملی المپیک عرضه شد و پس از آن به دیگر شهر سازمان دهنده المپیک تابستانی انتقال داده می‌شد.

پس از به اهتزاز درآمدن این ۳ پرچم سنتی، کشور میزبان با اجرای هنرمندانه صحنه‌هایی از رقص و نمایش خاص سرزمینش به معرفی خود می‌پردازد. این سنت از زمان مسابقات ۱۹۷۶ شروع شد.
پس از سخنرانی رئیس کمیته برگزاری مسابقات المپیک کشور میزبان، رئیس کمیته ملی المپیک به ایراد سخنرانی می‌پردازد و در پایان سخنرانی خود رسماً مسابقات را خاتمه می‌بخشد. مشعل المپیک خاموش می‌شود و در حالی که سرود المپیک نواخته می‌شود، پرچم المپیک که در مراسم افتتاحیه به اهتزاز درآمده بود، از میله پرچم پایین کشیده می‌شود و به بیرون از ورزشگاه برده می‌شود.

### اهدای مدال
به گفته پروفسور افتخاری رابرت کی بارنی، بنیان‌گذار مرکز بین‌المللی مطالعات المپیک در دانشگاه وسترن انتاریو، ایدهِ برپایی سکوی مدال برای ورزشکاران برنده، ایده‌ای کانادایی است که از سال ۱۹۳۰ در انتاریو به وجود آمد.
مقاله ۲۵ صفحه‌ای پروفسور بارنی در «مجله بین‌المللی مطالعات المپیک» نشان می‌دهد که از سکوی مدال ابتدا در مسابقات امپراتوری انگلیس در سال ۱۹۳۰ «اکنون بازیهای مشترک‌المنافع» در همیلتون استفاده شد و پس از آن در بازی‌های المپیک تابستانی ۱۹۳۲ در لس آنجلس و بازی‌های زمستانی در لیک پلاسید.

## نمادهای المپیک

نهضت المپیک نمادهای بسیاری دارد که بیشتر آن‌ها نشاندهنده ایده‌ها و ایده‌آل‌های پیِر دو کوبِرتَن هستند. معروفترین نما در این میان حلقه‌های المپیک است. این پنج حلقه در هم بافته شده نمادی از اتحاد میان پنج قاره است. «آمریکا یک قاره محسوب شده است». این پنج حلقه در پنج رنگ روی زمینه سفید در پرچم المپیک کشیده شده‌اند. رنگ‌های سفید «رنگ زمینه»، قرمز، آبی، سبز، زرد و سیاه بگونه‌ای انتخاب شده است که هر کشوری حداقل یکی از این رنگ‌ها را در پرچم ملی خود دارد. پرچم المپیک در سال ۱۹۱۴ انتخاب شد، اما اولین بار دربازیهای المپیک آنتورپ به تاریخ ۲۰ دسامبر ۱۹۲۰ برافراشته شد. این پرچم برای هر یک از جشن‌های بازی‌ها برافراشته می‌شود.
شعار رسمی المپیک «Citius, Altius, Fortius» عبارتی لاتین به معنی «سریعتر، بالاتر، قدرتمندتر» است. ایده‌های کوبرتن بیش از همه در آیین المپیک نمود دارد:
مهم‌ترین مسئله در بازی‌های المپیک حضور در آن است، نه برنده شدن. همانگونه که در زندگی مهم‌ترین اصل تلاش است نه پیروزی، اصل مهم فتح کردن نیست، بلکه خوب جنگیدن است.""
آتش المپیک در جایگاه مخصوص المپیک روشن می‌شود و مشعل آن را دوندگان به صورت امدادی حمل می‌کنند. این آتش نقش مهمی در مراسم افتتاحیه بازی می‌کند. با اینکه مشعل از قبل در تاریخ بوده است، اما حمل امدادی آن از ۱۹۳۶ آغاز شد.

## رشته‌های ورزشی در المپیک
مسابقات المپیک تابستانی۲۰۰۴ در ۲۸ رشته ورزشی برگزار شد. اگر هر رشته ورزشی، از قبیل ورزش‌های آبی، به‌طور جداگانه شمرده می‌شد، شمار رشته‌های ورزشی به ۳۷ می‌رسید. ۹ رشته ورزشی در برنامه نخستین المپیک جای داشتند و در تمام دوره‌های بعد نیز برگزار شده‌اند:دو و میدانی، دوچرخه سواری، شمشیر بازی، ژیمناستیک، وزنه‌برداری، تیراندازی، شنا و کشتی. اگر مسابقات قایقرانی در سال ۱۸۹۶ به سبب شرایط نامناسب جوی لغو نمی‌شد، این ورزش نیز به فهرست ورزش‌های آن المپیک افزوده می‌شد.
آخرین المپیک زمستانی در ۷ رشته ورزشی برگزار شد و اگر بخواهیم هر رشته ورزشی، از قبیل اسکی و اسکیت را به‌طور جداگانه بشماریم، باید بگوییم با ۱۵ رشته ورزشی برگزار شد. از میان این رشته‌ها، اسکی بیرون از جاده، اسکیت بازی نمایشی، هاکی روی یخ، عملیات مرکب اسکاندیناویایی، پرش با اسکی، و اسکیت سرعت در برنامه همگی المپیک‌های زمستانی قرار داشته است. افزون بر آن اسکیت نمایشی و هاکی روی یخ حتی قبل از ظهور مسابقات المپیک زمستانی، بخشی از مسابقات المپیک تابستانی بود و تیم‌ها در این زمینه با یکدیگر به رقابت می‌پرداختند.
در سال‌های اخیر، کمیته ملی المپیک به منظور جلب توجه تماشاگران چندین ورزش دیگر را نیز به برنامه مسابقات افزوده است. به عنوان مثال می‌توان به اسنو بورد و والیبال ساحلی و جودو اشاره کرد. رشد المپیک همچنین باعث می‌شود که ورزش‌های کم طرفدار مانند پنج‌گانه مدرن یا ورزش‌های پرهزینه «قایقرانی آب‌های آرام» جایگاه خود را ر برنامه المپیک از دست بدهند. کمیته ملی المپیک تصمیم گرفته است از سال ۲۰۱۲ بیسبال و سافت بال را از برنامه مسابقات المپیک خارج کند.
مطابق ماده ۴۸٫۱ منشور المپیک، هر دوره مسابقات المپیک تابستانی باید با دست‌کم ۱۵ ورزش برگزار شود. کمیته ملی المپیک پس از نشست صد و چهاردهم «۱۱۴» خود در «مکزیک ۲۰۰۲»، تصمیم گرفت برنامه المپیک تابستانی را به حداکثر ۲۸ ورزش، ۳۰۱ مسابقه و ۱۰۵۰۰ ورزشکار محدود کند. مسابقات المپیک عبارت است از ورزش‌هایی که تحت نظارت فدراسیون‌های بین‌المللی قرار دارد و فهرست آن در ماده ۶۴ منشور المپیک آمده است. رأی دو سوم اعضای کمیته ملی المپیک لازم است تا بتوان منشور المپیک را اصلاح کرد و یک فدراسیون رسمی را به جایگاه المپیک ارتقا داد و آن رشته ورزشی را برای گنجاندن در برنامه المپیک واجد شرایط تلقی کرد. ماده ۴۷ منشور المپیک می‌گوید: تنها ورزش‌های المپیکی را می‌توان در برنامه المپیک گنجاند.
کمیته بین‌المللی المپیک در نخستین جلسه‌ای که پس از هر المپیاد برگزار می‌کند به بررسی در مورد برنامه المپیک می‌پردازد. برای آنکه بتوان نام ورزشی را در برنامه المپیک نوشت، به رأی اکثریت اعضا نیاز است. بر اساس قوانین فعلی، هر یک از ورزش‌های المپیک که برای قرار گرفتن در مسابقات المپیک خاصی انتخاب نشده‌اند، کماکان ورزش المپیک محسوب می‌شوند و ممکن است در مسابقات آتی به شرط حصول رأی اکثریت در برنامه المپیک جای گیرند. در هفدهمین جلسه کمیته ملی المپیک در سنگاپور، ۲۶ ورزش برای قرار گرفتن در برنامه المپیک ۲۰۱۲ لندن انتخاب شدند.
تا سال ۱۹۹۲ ورزش‌های نمایشی نیز در برنامه المپیک قرار داشتند. هدف از گنجاندن این ورزش‌ها در برنامه المپیک آن بود که این ورزش‌ها بتوانند تماشاچیان بیشتری برای خود جذب کنند؛ اما برندگان ورزش‌های نمایشی قهرمان رسمی المپیک محسوب نمی‌شدند. در پاره‌ای اوقات ورزش‌های نمایشی تنها ورزش‌هایی بودند که در کشور میزبان طرفدار داشتند، اما ورزش‌هایی که در سطح بین‌المللی مطرح بوده‌اند نیز در المپیک به نمایش درمی‌آمدند. شماری از ورزش‌های نمایشی از جمله بدمینتون و تکواندو سرانجام به عنوان ورزش‌های مدال گیر و رسمی وارد برنامه المپیک شدند.

### دوستاری و حرفه‌ای گری در المپیک
مدارس خصوصی انگلیس درنیمه دوم قرن نوزدهم تأثیر و نفوذ زیادی بر بسیاری از ورزش‌ها داشت. این مدارس به شکل‌گیری قوانین کمک کردند و تأثیر فوق‌العاده زیادی بر هیئت‌های حاکمه این ورزش‌ها داشتند.
آن‌ها این باور یونان باستان و روم را تقویت بخشیدند که ورزش بخش مهمی از آموزش را تشکیل می‌دهد و این نگرشی بود که در یک ضرب‌المثل قدیمی خلاصه شده بود: ‹‹ عقل سالم در بدن سالم›› یا به لاتین mens sana in corpore sano. با توجه به این روح و خلقیات، شرکت کردن در ورزش مهم‌تر از پیروزی در میدان مسابقه بود؛ چرا که جامعه خواهان آن بود که نجیب‌زادگان تبدیل به آدم‌های همه فن حریف شوند؛ نه اینکه الزاماً در هر حوزه و زمینه سرآمد و بهترین باشند. نفرت و انزجار طبقات مختلف از ‹‹تجارت›› بر شدت و حدت این باور افزوده بود. خانه والدین محصلان مدارس خصوصی ورودی ویژه و جداگانه‌ای برای نجیب‌زادگان داشت؛ چرا که تجار و نجیب‌زادگان از لحاظ طبقه اجتماعی در یک ردیف و پایه قرار نمی‌گرفتند. مدارس خصوصی نفوذ و دخالت زیادی در شکل‌گیری و رشد تیم‌های ورزشی و مسائل مربوط به آن‌ها از قبیل مجموعه قوانین فوتبال بریتانیا و کریکت و هاکی روی چمن داشته‌اند. مضاف بر آن، عادات مدارس خصوصی انگلیس تأثیر بسیار زیادی بر پیر دو کوبرتن «پایه‌گذار المپیک» داشت. کمیته بین‌المللی المپیک از نماینده مجمع مدیران مدارس خصوصی انگلیس دعوت به عمل آورد تا در جلسات اولیه آن‌ها حضور یابد. اعضای مجمع مدیران مدارس رابرت لافان مدیر مدرسه چلتنهام را به عنوان نماینده خود برای حضور در جلسات کمیته بین‌المللی المپیک انتخاب کردند. در سال ۱۸۹۷ او یکی از اعضای کمیته بین‌المللی المپیک شد و پس از اولین حضور کمیته در لندن که به سال ۱۹۰۴ اتفاق افتاد، این نماینده منتخب نقش بسیار حیاتی و سرنوشت‌سازی در شکل‌گیری اتحادیه المپیک بریتانیا داشت که یک سال پس از آن تأسیس شد.
به نظر کوبرتن ورزشکاران باید نجیب‌زاده باشند. در ابتدا این گونه تصور می‌شد که تنها ورزشکاران آماتور دارای این خصلت هستند؛ ورزشکاران حرفه‌ای اجازه نداشتند در بازی‌های المپیک حضور یابند. مربیان شمشیر بازی، که انتظار می‌رفت خود نجیب‌زاده باشند، از این قاعده مستثنی بودند. استثنا قائل شدن در مورد حرفه‌ای‌ها باعث به وجود آمدن منازعه و جنجال بسیاری در سراسر تاریخ معاصر المپیک شده است.
هنگامی که معلوم شد جیم تورپی قهرمان پنج‌گانه مدرن و دهگانه المپیک ۱۹۱۲ قبل از به دست آوردن مدال‌هایش به صورت نیمه حرفه‌ای بیسبال بازی می‌کرده است، عنوان‌های قهرمانی‌اش از وی گرفته شد. اما در سال ۱۹۸۳ کمیته بین‌المللی المپیک از روی ملاحظات انسانی عنوان قهرمانی اش را به او پس داد. اسکی بازان سوئیسی و اتریشی در حمایت از مربیان خود که به سبب درآوردن پول از طریق ورزش و قرار گرفتن در ردیف ورزشکاران حرفه‌ای از شرکت در مسابقات المپیک زمستانی ۱۹۳۶ محروم شده بودند، آن مسابقات را تحریم کردند.
رفته رفته برای بسیاری روشن شد که قوانین آماتور از رده خارج شده‌اند. با این حال کمیته بین‌المللی المپیک به قوانین سنتی و آماتوری پایبند ماند. در دهه هفتاد شرایط ورزش آماتور از منشور المپیک حذف شد و تصمیم‌گیری در مورد حضور حرفه‌ای‌ها در هر رشته ورزشی، به فدراسیون بین‌المللی هر ورزش محول شد. مثال بارز این تغییر جهت، تیم رؤیایی آمریکا بود که از ستارگان گرانقیمت اتحادیه ملی بسکتبال تشکیل شده بود و در سال ۱۹۹۲ قهرمان المپیک شد. از سال ۲۰۰۴ به بعد تنها رشته‌ای که در آن هیچ ورزشکار حرفه‌ای شرکت نمی‌کند بوکس است «البته با تعریفی ساده از آماتور، چراکه بوکسرها هم از کمیته‌های ملی المپیک کشور خود جوایز نقدی دریافت می‌کنند»؛ در فوتبال مردان تعداد بازیکنان بالای ۲۳ سال در هر تیم نباید بیشتر از ۳ نفر باشد.
مقررات تبلیغات حداقل در زمین بازی، هنوز هم بسیار سختگیرانه است هر چند که رسمی بودن «حامیان مالی المپیک» پدیده‌ای عادی است. ورزشکاران تنها مجازند که نام لباس‌ها و لوازم ورزشی را بر روی لباس‌های خود داشته باشند. اندازه این نام‌ها نیز محدودیت دارد.

## قهرمانان و مدال‌آوران المپیک

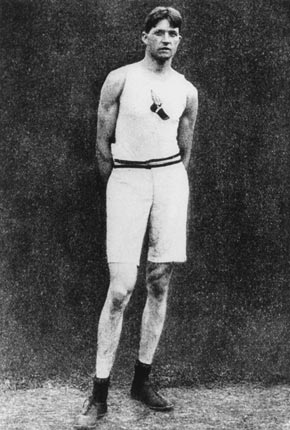
دارنده ۱۰ عنوان المپیک از جمله: بازیهای میان دوره ای، ری ابوری را می‌توان یکی از موفق‌ترین ورزشکارانی دانست که در عصر حاضر در مسابقات المپیک شرکت کرده است.

ورزشکاران «یا تیم‌هایی» که در هر رشته به مقام اول، دوم یا سوم می‌رسند مدال دریافت می‌کنند. به برندگان اول «مدال طلا» اهدا می‌شود. «اگرچه تا سال ۱۹۱۲ این مدال‌ها از طلای خالص بودند، اما در حال حاضر از نقره طلا کاری شده ساخته می‌شوند. برندگان دوم مدال نقره دریافت می‌کنند و به ورزشکاران رتبه سوم، مدال برنز اهدا می‌شود. در برخی رقابت‌ها که در یک دور مسابقه تک حذفی صورت می‌گیرد «از جمله بوکس»، ممکن است مقام سوم مشخص نشود که در این حالت هر دو بازنده مرحله نیمه نهایی مدال برنز دریافت می‌کنند. رسم اهدای مدال به سه شرکت‌کننده برتر از سال ۱۹۹۴ رایج شد؛ در بازی‌های المپیک تابستانی ۱۸۹۶ تنها به دو مقام اول و دوم مدال‌های نقره و برنز اهدا شد و این در حالیست که در ۱۹۰۰ مدال‌های متنوعی اعطا شدند. با این وجود در بازی‌های المپیک تابستانی ۱۹۰۴ نیز به نفرات اول مدال نقره اهدا می‌شد، که همین موضوع بازی‌های المپیک ۱۹۰۶ را به اولین دوره‌ای تبدیل کرد که در آن سه مدال اهدا می‌شد. علاوه بر این از بازی‌های المپیک ۱۹۴۸ به بعد، به ورزشکارانی هم که رتبه‌های چهارم، پنجم یا ششم را دریافت می‌کنند گواهینامه‌هایی اهدا می‌شود که به صورت رسمی از آن‌ها با عنوان «دیپلم پیروزی» یاد می‌شود. از المپیک ۱۹۷۶ مونترآل، این گواهینامه‌ها به کسانی که مدال دریافت کرده‌اند نیز اهدا می‌شوند. از المپیک ۱۹۸۶ لس آنجلس دیپلم پیروزی به رتبه‌های هفتم و هشتم نیز اهدا می‌شود تا اطمینان حاصل شود کلیه بازندگان رقابت‌های مرحله یک‌چهارم نهایی که در آن‌ها ساختار تک-حذفی حاکم است دیپلم پیروزی را کسب کرده‌اند تا بدین ترتیب نیاز به برگزاری مسابقات دلجویی «یا بالفظ رسمی «رده‌بندی»» با هدف مشخص کردن نفر پنجم از بین هشت نفر مرتفع شود. «جالب اینکه رتبه مذکور هنوز هم در بسیاری از مسابقات حذفی محل اختلاف است». در المپیک ۱۸۹۶ نیز این گواهینامه‌ها اهدا می‌شدند اما در آن زمان، این گواهینامه‌ها به همراه مدال به نفرات اول و دوم اهدا می‌شد. مدال‌ها و دیپلم‌های یادبود که از لحاظ طراحی با مدال‌ها و دیپلم‌های ذکر شده متفاوت هستند نیز به ترتیب به شرکت کنندگانی که مقامی پایین‌تر از سوم و هشتم را کسب کرده‌اند اهدا می‌شود. در المپیک تابستانی۲۰۰۴ آتن، به سه نفر اول علاوه بر مدال تاج گل نیز اهدا شد.
از آنجا که رقابت‌های المپیک هر چهار سال یکبار برگزار می‌شوند، عموم مردم و ورزشکاران این رقابت‌ها را از رقابت‌های قهرمانی جهان و سایر رقابت‌های بین‌المللی که به صورت سالانه برگزار می‌شوند مهم‌تر و ارزشمندتر می‌دانند. بسیاری از ورزشکاران پس از کسب قهرمانی المپیک، در کشورهای خود یا حتی در سطح جهانی، به قهرمان یا فردی مشهور تبدیل شده‌اند.
تنوع رشته‌های ورزشی و نیز تفاوت‌های عمده‌ای که از المپیک ۱۸۹۶ تاکنون ایجاد شده، قضاوت در این مورد که کدام ورزشکار موفق‌ترین ورزشکار در کل تاریخ المپیک بوده را سخت می‌کند. به علاوه با توجه به اینکه کمیته بین‌المللی المپیک دیگر رقابت‌های میان مدتی را ترتیب نمی‌دهد اینکار بسیار پیچیده‌تر شده است. اما اگر بخواهیم با توجه به تعداد رتبه‌های کسب شده این مقایسه را انجام دهیم، ورزشکاران زیر جزء موفق‌ترین‌ها به‌شمار می‌آیند «در امتیازات ری ایوری دو مدال طلا مربوط به رقابت‌های میان مدت هستند»

### رده‌بندی مدال فردی در تمام دوره‌ها
فهرست برندگان مدال طلا در چند المپیک

### رده‌بندی مدال کشوری
درحالی‌که شمار مدال‌های هر کشور ثبت می‌شود، کمیته بین‌المللی المپیک هیچ «برنده» مشخصی را اعلام نمی‌کند. برخی رسانه‌ها همچون روزنامه‌ها و حتی سایت کمیته بین‌المللی المپیک در طی بازیها، در فهرستی مدال‌های تیم‌ها را به‌طور غیررسمی پیگیری می‌کنند. روال متداول اینست که ترتیب کشورها با توجه به مدال‌های طلایی که کسب کرده‌اند مشخص می‌شود اما مشخص کردن ترتیب کشورها با توجه به تعداد کل مدال‌ها نیز صورت می‌گیرد.
منابع مختلفی نیز کل مدال‌ها یا تعداد کل مدال‌های کسب شده از گذشته تاکنون را معیار قرار می‌دهند. این جداول ممکن است گمراه‌کننده باشند، چراکه کشورهایی چون ایالات متحده آمریکا از آغاز به‌طور مرتب و پیوسته در رقابت‌های المپیک شرکت کرده‌اند درحالی‌که ممکن است برخی کشورهای دیگر یا به‌طور پیوسته شرکت نکرده باشند یا اینکه شمار مدال‌های آن‌ها به عنوان یک کشور بین کدهای کمیته بین‌المللی المپیک پخش شده باشد.

## میزبانان
| شهر               | کشور          | قاره            | پرچم                            | دوره | دوره | فصل     | سال  | از                               | تا                               |
| ----------------- | ------------- | --------------- | ------------------------------- | ---- | ---- | ------- | ---- | -------------------------------- | -------------------------------- |
| آتن               | یونان         | اروپا           | یونان                           | ۱    | —    | تابستان | ۱۸۹۶ | ۶ آوریل                          | ۱۵ آوریل                         |
| پاریس             | فرانسه        | اروپا           | فرانسه                          | ۲    | —    | تابستان | ۱۹۰۰ | ۱۴ مه                            | ۲۸ اکتبر                         |
| سنت‌لوئیس«۱»       | آمریکا        | آمریکای شمالی   | ایالات متحده آمریکا             | ۳    | —    | تابستان | ۱۹۰۴ | ۱ ژوئن                           | ۲۳ نوامبر                        |
| لندن              | بریتانیا      | اروپا           | بریتانیا                        | ۴    | —    | تابستان | ۱۹۰۸ | ۲۷ آوریل                         | ۳۱ اکتبر                         |
| استکهلم           | سوئد          | اروپا           | سوئد                            | ۵    | —    | تابستان | ۱۹۱۲ | ۵ مه                             | ۲۷ ژوئیه                         |
| برلین             | آلمان         | اروپا           | امپراتوری آلمان                 | ۶    | —    | تابستان | ۱۹۱۶ | به خاطر جنگ جهانی اول برگزار نشد | به خاطر جنگ جهانی اول برگزار نشد |
| آنتورپ            | بلژیک         | اروپا           | بلژیک                           | ۷    | —    | تابستان | ۱۹۲۰ | ۲۰ آوریل                         | ۱۲ سپتامبر                       |
| شامونیکس          | فرانسه        | اروپا           | فرانسه                          | —    | ۱    | زمستان  | ۱۹۲۴ | ۲۵ ژانویه                        | ۴ فوریه                          |
| پاریس             | فرانسه        | اروپا           | فرانسه                          | ۸    | —    | تابستان | ۱۹۲۴ | ۴ مه                             | ۲۷ ژوئیه                         |
| سنت موریتز        | سوئیس         | اروپا           | سوئیس                           | —    | ۲    | زمستان  | ۱۹۲۸ | ۱۱ فوریه                         | ۱۹ فوریه                         |
| آمستردام          | هلند          | اروپا           | هلند                            | ۹    | —    | تابستان | ۱۹۲۸ | ۱۷ مه                            | ۱۲ اوت                           |
| لیک پلاسد         | آمریکا        | آمریکای شمالی   | ایالات متحده آمریکا             | —    | ۳    | زمستان  | ۱۹۳۲ | ۴ فوریه                          | ۱۵ فوریه                         |
| لس آنجلس          | آمریکا        | آمریکای شمالی   | ایالات متحده آمریکا             | ۱۰   | —    | تابستان | ۱۹۳۲ | ۳۰ ژوئیه                         | ۱۴ اوت                           |
| گارمیش-پارتنکرشن  | آلمان         | اروپا           | آلمان نازی                      | —    | ۴    | زمستان  | ۱۹۳۶ | ۶ فوریه                          | ۱۶ فوریه                         |
| برلین             | آلمان         | اروپا           | آلمان نازی                      | ۱۱   | —    | تابستان | ۱۹۳۶ | ۱ اوت                            | ۱۶ اوت                           |
| ساپورو            | ژاپن          | آسیا            | ژاپن                            | —    | ۵    | زمستان  | ۱۹۴۰ | به خاطر جنگ جهانی دوم برگزار نشد | به خاطر جنگ جهانی دوم برگزار نشد |
| توکیو             | ژاپن          | آسیا            | ژاپن                            | ۱۲   | —    | تابستان | ۱۹۴۰ | به خاطر جنگ جهانی دوم برگزار نشد | به خاطر جنگ جهانی دوم برگزار نشد |
| کورتینا ده آمپتزو | ایتالیا       | اروپا           | ایتالیا                         | —    | ۵    | زمستان  | ۱۹۴۴ | به خاطر جنگ جهانی دوم برگزار نشد | به خاطر جنگ جهانی دوم برگزار نشد |
| لندن              | بریتانیا      | اروپا           | بریتانیای کبیر                  | ۱۳   | —    | تابستان | ۱۹۴۴ | به خاطر جنگ جهانی دوم برگزار نشد | به خاطر جنگ جهانی دوم برگزار نشد |
| سنت موریتز        | سوییس         | اروپا           | سوئیس                           | —    | ۵    | زمستان  | ۱۹۴۸ | ۳۰ ژانویه                        | ۸ فوریه                          |
| لندن              | بریتانیا      | اروپا           | بریتانیا                        | ۱۴   | —    | تابستان | ۱۹۴۸ | ۲۹ ژوئیه                         | ۱۴ اوت                           |
| اسلو              | نروژ          | اروپا           | نروژ                            | —    | ۶    | زمستان  | ۱۹۵۲ | ۱۴ فوریه                         | ۲۵ فوریه                         |
| هلسینکی           | فنلاند        | اروپا           | فنلاند                          | ۱۵   | —    | تابستان | ۱۹۵۲ | ۱۹ ژوئیه                         | ۳ اوت                            |
| کورتینا ده آمپتزو | ایتالیا       | اروپا           | ایتالیا                         | —    | ۷    | زمستان  | ۱۹۵۶ | ۲۶ ژانویه                        | ۵ فوریه                          |
| ملبورن استکهلم«۲» | استرالیا سوئد | اقیانوسیه اروپا | استرالیا · سوئد                 | ۱۶   | —    | تابستان | ۱۹۵۶ | ۲۲ نوامبر ۱۰ ژوئن                | ۸ دسامبر ۱۷ ژوئن                 |
| اسکوا ولی         | آمریکا        | آمریکای شمالی   | ایالات متحده آمریکا             | —    | ۸    | زمستان  | ۱۹۶۰ | ۱۸ فوریه                         | ۲۸ فوریه                         |
| رم                | ایتالیا       | اروپا           | ایتالیا                         | ۱۷   | —    | تابستان | ۱۹۶۰ | ۲۵ اوت                           | ۱۱ سپتامبر                       |
| اینسبروک          | اتریش         | اروپا           | اتریش                           | —    | ۹    | زمستان  | ۱۹۶۴ | ۲۹ ژانویه                        | ۹ فوریه                          |
| توکیو             | ژاپن          | آسیا            | ژاپن                            | ۱۸   | —    | تابستان | ۱۹۶۴ | ۱۰ اکتبر                         | ۲۴ اکتبر                         |
| گرنوبل            | فرانسه        | اروپا           | فرانسه                          | —    | ۱۰   | زمستان  | ۱۹۶۸ | ۶ فوریه                          | ۱۸ فوریه                         |
| مکزیکو سیتی       | مکزیک         | آمریکای شمالی   | مکزیک                           | ۱۹   | —    | تابستان | ۱۹۶۸ | ۱۲ اکتبر                         | ۲۷ اکتبر                         |
| ساپورو            | ژاپن          | آسیا            | ژاپن                            | —    | ۱۱   | زمستان  | ۱۹۷۲ | ۳ فوریه                          | ۱۳ فوریه                         |
| مونیخ             | آلمان         | اروپا           | آلمان                           | ۲۰   | —    | تابستان | ۱۹۷۲ | ۲۶ اوت                           | ۱۱ سپتامبر                       |
| اینسبروک          | اتریش         | اروپا           | اتریش                           | —    | ۱۲   | زمستان  | ۱۹۷۶ | ۴ فوریه                          | ۱۵ فوریه                         |
| مونترال           | کانادا        | آمریکای شمالی   | کانادا                          | ۲۱   | —    | تابستان | ۱۹۷۶ | ۱۷ ژوئیه                         | ۱ اوت                            |
| لیک پلاسد         | آمریکا        | آمریکای شمالی   | ایالات متحده آمریکا             | —    | ۱۳   | زمستان  | ۱۹۸۰ | ۱۴ فوریه                         | ۲۳ فوریه                         |
| مسکو              | شوروی         | اروپا«۴»        | اتحاد جماهیر شوروی              | ۲۲   | —    | تابستان | ۱۹۸۰ | ۱۹ ژوئیه                         | ۳ اوت                            |
| سارایوو           | یوگسلاوی      | اروپا           | جمهوری فدرال سوسیالیست یوگسلاوی | —    | ۱۴   | زمستان  | ۱۹۸۴ | ۷ فوریه                          | ۱۹ فوریه                         |
| لس آنجلس          | آمریکا        | آمریکای شمالی   | ایالات متحده آمریکا             | ۲۳   | —    | تابستان | ۱۹۸۴ | ۲۸ ژوئیه                         | ۱۲ اوت                           |
| کالگری            | کانادا        | آمریکای شمالی   | کانادا                          | —    | ۱۵   | زمستان  | ۱۹۸۸ | ۱۳ فوریه                         | ۲۸ فوریه                         |
| سئول              | کره جنوبی     | آسیا            | کره جنوبی                       | ۲۴   | —    | تابستان | ۱۹۸۸ | ۱۷ سپتامبر                       | ۲ اکتبر                          |
| آلبرتویل          | فرانسه        | اروپا           | فرانسه                          | —    | ۱۶   | زمستان  | ۱۹۹۲ | ۸ فوریه                          | ۲۳ فوریه                         |
| بارسلون           | اسپانیا       | اروپا           | اسپانیا                         | ۲۵   | —    | تابستان | ۱۹۹۲ | ۲۵ ژوئیه                         | ۹ اوت                            |
| لیلهامبر          | نروژ          | اروپا           | نروژ                            | —    | ۱۷   | زمستان  | ۱۹۹۴ | ۱۲ فوریه                         | ۲۷ فوریه                         |
| آتلانتا           | آمریکا        | آمریکای شمالی   | ایالات متحده آمریکا             | ۲۶   | —    | تابستان | ۱۹۹۶ | ۱۹ ژوئیه                         | ۴ اوت                            |
| ناگانو            | ژاپن          | آسیا            | ژاپن                            | —    | ۱۸   | زمستان  | ۱۹۹۸ | ۷ فوریه                          | ۲۲ فوریه                         |
| سیدنی             | استرالیا      | استرالیا        | استرالیا                        | ۲۷   | —    | تابستان | ۲۰۰۰ | ۱۵ سپتامبر                       | ۱ اکتبر                          |
| سالت لیک سیتی     | آمریکا        | آمریکای شمالی   | ایالات متحده آمریکا             | —    | ۱۹   | زمستان  | ۲۰۰۲ | ۸ فوریه                          | ۲۴ فوریه                         |
| آتن               | یونان         | اروپا           | یونان                           | ۲۸   | —    | تابستان | ۲۰۰۴ | ۱۳ اوت                           | ۲۹ اوت                           |
| تورین             | ایتالیا       | اروپا           | ایتالیا                         | —    | ۲۰   | زمستان  | ۲۰۰۶ | ۱۰ فوریه                         | ۲۶ فوریه                         |
| پکن«۳»            | چین           | آسیا            | چین                             | ۲۹   | —    | تابستان | ۲۰۰۸ | ۸ اوت                            | ۲۴ اوت                           |
| ونکوور            | کانادا        | آمریکای شمالی   | کانادا                          | —    | ۲۱   | زمستان  | ۲۰۱۰ | ۱۲ فوریه                         | ۲۸ فوریه                         |
| لندن              | بریتانیا      | اروپا           | بریتانیا                        | ۳۰   | —    | تابستان | ۲۰۱۲ | ۲۷ ژوئیه                         | ۱۲ اوت                           |
| سوچی              | روسیه         | اروپا«۴»        | روسیه                           | —    | ۲۲   | زمستان  | ۲۰۱۴ | ۷ فوریه                          | ۲۳ فوریه                         |
| ریو دو ژانیرو     | برزیل         | آمریکای جنوبی   | برزیل                           | ۳۱   | —    | تابستان | ۲۰۱۶ | ۶ اوت                            | ۲۲ اوت                           |
| پیونگ‌چانگ         | کره جنوبی     | آسیا«۴»         | کره جنوبی                       | —    | ۲۳   | زمستان  | ۲۰۱۸ | ۷ فوریه                          | ۲۳ فوریه                         |
| توکیو             | ژاپن          | آسیا            | ژاپن                            | ۳۲   | —    | تابستان | ۲۰۲۱ |                                  |                                  |
| پاریس             | فرانسه        | اروپا           | 🇲🇫                              | ۳۳   |      | تابستان | ۲۰۲۴ |                                  |                                  |

- تنها میزبانی مشترک در المپیک تابستانی ۱۹۵۶ در کشورهای استرالیا و سوئد رخ داده است.